# Ráng đại
Ráng đại, tên khoa học Acrostichum aureum, là một loài thực vật có mạch trong họ Pteridaceae. Loài này được L. miêu tả khoa học đầu tiên năm 1753.

## Hình ảnh

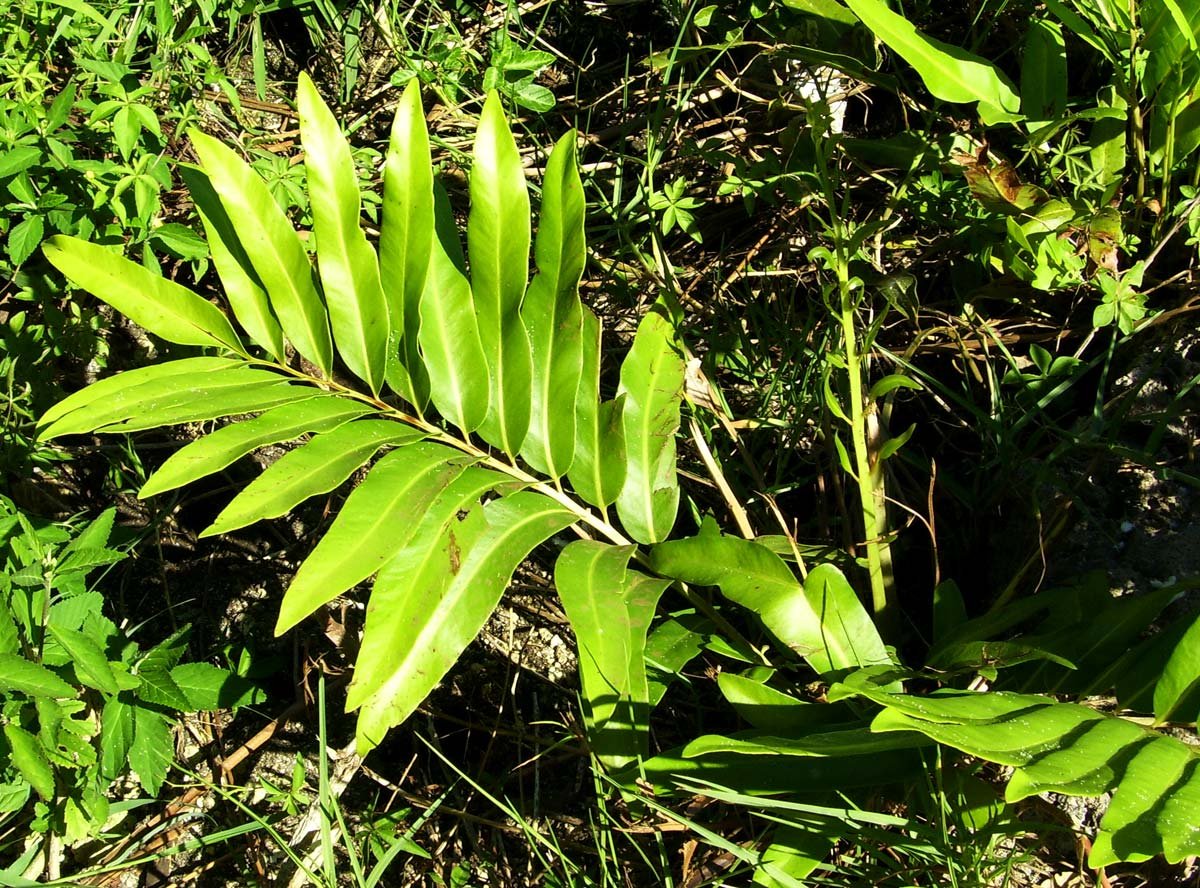
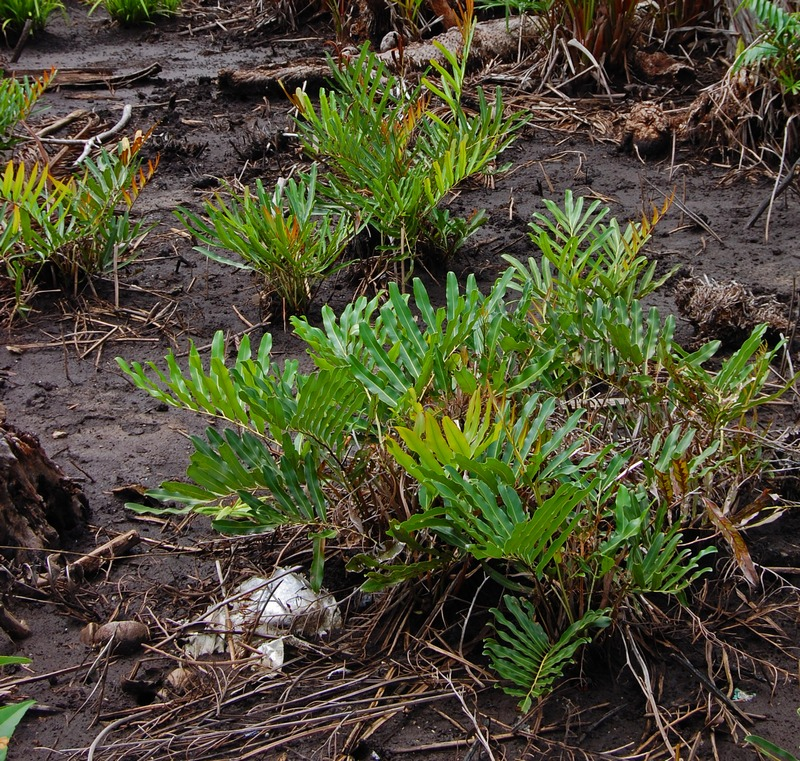
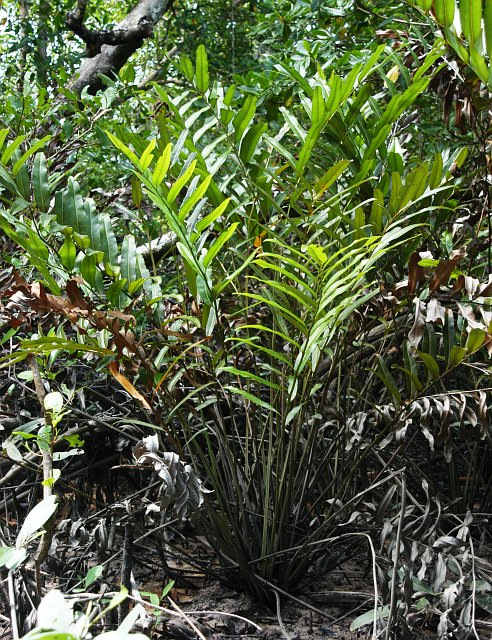
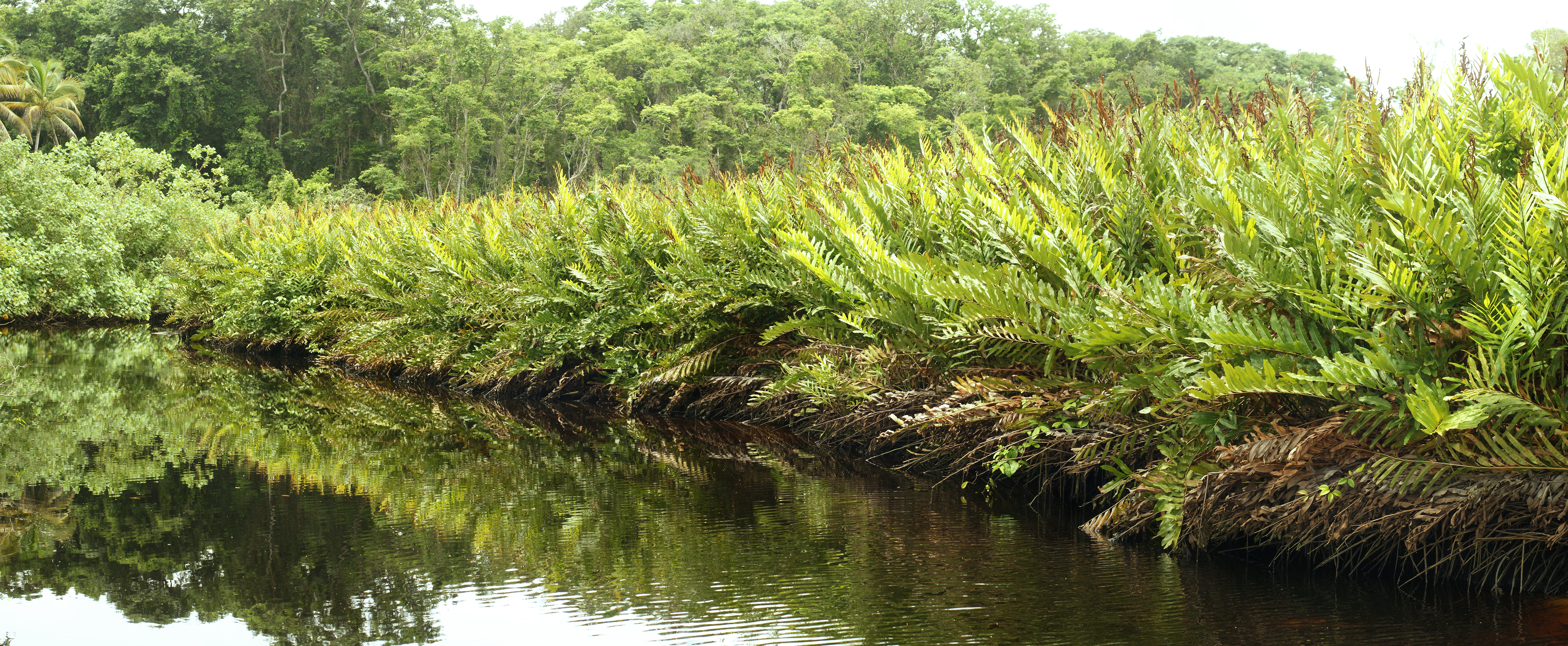